# Zombiepowder.
Zombiepowder est le premier manga relié que publie Tite Kubo avant de sortir Bleach. Il a été prépublié dans le magazine Weekly Shonen Jump de l'éditeur Shueisha entre 1999 et 2000, et a été compilé en un total de quatre tomes.
La série connut peu de succès au Japon car trop « originale ». Dans un magazine, l'auteur explique qu'il n'était pas dans un état psychologiquement stable lors de la parution de Zombiepowder et qu'il ne mit pas à profit toutes ses capacités, d'où une parution avortée.[réf. nécessaire]
Le manga est édité par Tonkam en France, VIZ Media en Amérique du Nord et Nation Comics en Thaïlande.

## Histoire
Akutabi Gamma est un Powder Hunter, une personne qui recherche 12 anneaux de la mort pour créer la Zombie Powder, une poudre capable de redonner la vie à un mort. Il souhaite créer cette poudre afin de devenir immortel. Lors de son aventure, il rencontrera Elwood, un jeune pickpocket qui a perdu sa sœur. Ce dernier décide d'accompagner Akutabi pour faire revivre sa sœur. Ils traverseront, avec d'autres partenaires, plusieurs aventures et affronteront plusieurs ennemis qui souhaitent la mort d'Akutabi pour des choses qu'il a faites dans son passé.

## Personnages
Akutabi GammaC'est le personnage central de l'histoire.
ElwoodUn pickpocket qui accompagne Akutabi dans l'histoire.

## Manga

### Liste des volumes et chapitres
| no | Japonais       | Japonais      | Français       | Français          |
| no | Date de sortie | ISBN          | Date de sortie | ISBN              |
| --- | -------------- | ------------- | -------------- | ----------------- |
| 1 | 2 février 2000 | 4-08-872828-9 | 3 avril 2013   | 978-2-7595-1047-4 |
| Titre du volume : D.I.B.A. [Death In a Black Arm] Couverture : Gamma AkutabiListe des chapitres : - Track.1/ Le jeune garçon et le bras droit noir - Track.2/ Baptism of Fire - Track.3/ Smith - Track.4/ Shakin' Edges & Smokin' Barrels - Track.5/ Face Behind the Mask - Track.6/ Deceiving Jet Joe - Track.7/ Blackfired |                |               |                |                   |
| 2 | 4 avril 2000   | 4-08-872852-1 | 5 juin 2013    | 978-2-7595-1048-1 |
| Titre du volume : Can't Kiss The Ring (Of The Dead.) Couverture : C.T. SmithListe des chapitres : - Track.8/ Search and Bangaway - Track.9/ Tripod of Justice - Track.10/ Wolfina (Has No Lips For Tell You) - Track.11/ Rocker & Mystic - Track.12/ Ring Of The Dead (Mon Amour te Dévore) - Track.13/ Evergreen En Cage - Track.14/ Killer Circus - Histoire Complète Spéciale/ Ultra Unholy Hearted Machine                  |                |               |                |                   |
| 3 | 2 juin 2000    | 4-08-872877-7 | 21 août 2013   | 978-2-7595-1049-8 |
| Titre du volume : Pierce Me Standing <In The Firegarden> Couverture : John Elwood ShepherdListe des chapitres : - Track.15/ Divisions - Track.16/ Flamedriver - Track.17/ Le Cri des Hyènes (Craze & TriggerHappy) - Track.18/ Evergreen dans la Cage X Append Selfdemonizer Mix - Track.19/ Excoriated the Black Butterfly - Track.20/ Can't Howl My Innerjesus - Track.21/ No Hesitate, No Fear - Urara, Maîtresse des Kokuma |                |               |                |                   |
| 4 | 4 août 2000    | 4-08-872897-1 | 2 octobre 2013 | 978-2-7595-1050-4 |
| Titre du volume : Walk This Nameless Way/Like a ZOMBIE/ Couverture : Wolfgangina GettoListe des chapitres : - Track.22/ Lay Your Heart on Me - Track.23/ Cagebreaker 3 - Track.24/ But Still Livin' Under the Sky Zombiepowdersnow. - Track.25/ Badfinger : Bitchangel - Track.26/ Believe - Track for Cut Down/The Nameless Way - Histoire complète : Bad Shield United - Zombiepowder extra : Sleeping With Vertigo.          |                |               |                |                   |

### Jump Comics
1. 1 2  Tome 1
2. 1 2  Tome 2
3. 1 2  Tome 3
4. 1 2  Tome 4

### Éditions Tonkam
1. 1 2  Tome 1
2. 1 2  Tome 2
3. 1 2  Tome 3
4. 1 2  Tome 4